# Семинольские войны

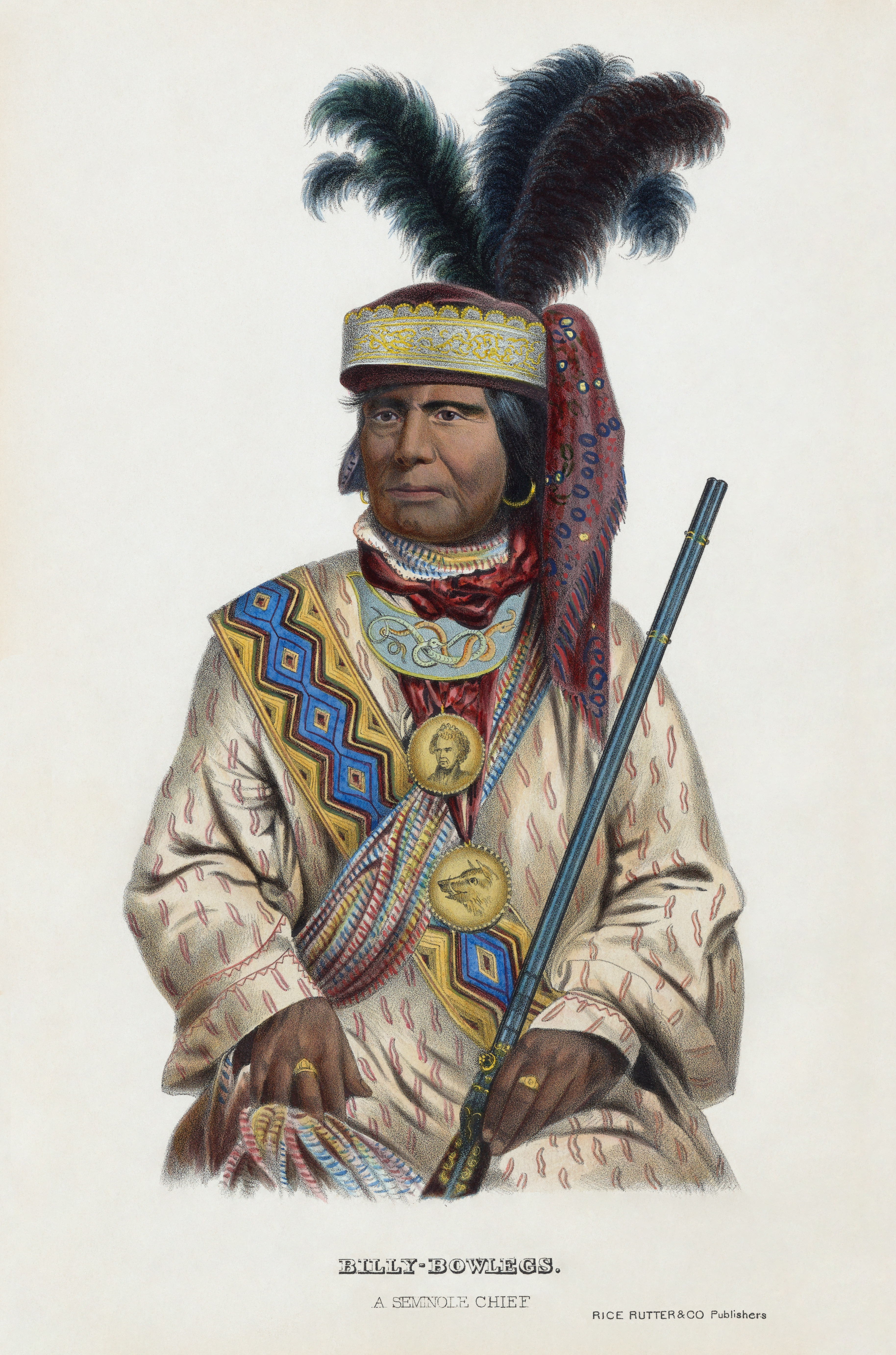
Вождь семинолов, Билли Боулег

Семино́льские во́йны, также известные под названием Флори́дские во́йны, — три вооружённых конфликта на территории современного американского штата Флорида между семинолами и армией Соединённых Штатов Америки. Названием семинолы обозначались группы различных индейских народов, а также сражавшихся на их стороне беглых чернокожих рабов, которые поселились во Флориде в начале XVIII века. Первая Семинольская война шла с 1814 по 1819 годы (хотя в различных источниках приводится различная её периодизация), вторая — с 1835 по 1842 годы, третья — с 1855 по 1858 годы.

## Первая семинольская война
Первая семинольская война началась в 1816 году, когда отряд полковника Дункана Клинча вступил на территорию Испанской Флориды и разрушил форт Негро, в котором прятались беглые рабы. В начале марта 1818 года генерал Эндрю Джексон снова вступил на территорию Флориды, разгромил семинолов, после чего занял два испанских форта. Это привело к осложнению отношений с Испанией, и форты были возвращены, но Испания поняла, что не сможет удержать Флориду и в 1821 году передала её США в ходе переговоров Адамса-Ониса.

## Итоги
Семинольские войны были конфликтом двух культур и по этой причине были неизбежны: эти две культуры в принципе не могли сосуществовать. Им удаётся это сейчас, но только потому, что обе культуры изменились. Семинолы больше не являются охотниками, которым необходимы охотничьи территории и которые живут по закону войны. Белые американцы тоже изменились и более не пытаются развивать каждый кусочек своего континента. Историк Джон Майселл писал, что история поставила семинолов перед выбором: адаптироваться к новым условиям или умереть, и это случилось не по вине белых, а естественным ходом событий. Белые виноваты разве то в том, что не помогли индейцам адаптироваться, и не приняли их в своё общество даже тогда, когда те уже адаптировались.
Трагедия семинольских войн в том, что если бы американское правительство разрешило индейцам Флориды жить на своём месте, то Флорида в итоге стала бы тем же, что и сейчас. Мигранты заселили бы Флориду, индейцы постепенно продали бы им свои земли и постепенно влились бы в американское общество.

## В кино
- «Далёкие барабаны» (Distant Drums) — реж. Рауль Уолш (США, 1951 г.).
- «Семинолы» (Seminole) — реж. Бадд Боттичер (США, 1953 г.).
- «Восстание семинолов» (Seminole Uprising) — реж. Эрл Беллами (США, 1955 г.).
- «Оцеола — Правая рука возмездия» (Osceola — Die rechte Hand der Vergeltung) — реж. Конрад Петцольд (ГДР, 1971 г.).

## В литературе
- «Оцеола, вождь семинолов»